# Бёртон, Сильвани
Сильвани Бёртон (англ. Sylvanie Burton; род. 1956) — политик из Доминики, занимающая пост президента Доминики с 2023 года, после того как была избрана на президентских выборах в Доминикане в 2023 году. Она первая женщина и первый президент Доминики из числа коренных народов (калинаго).

## Карьера
С 2014 года Бёртон занимала должность постоянного секретаря в различных министерствах, в том числе в министерствах общественного развития, окружающей среды, модернизации сельских районов, развития Калинаго и расширения прав и возможностей избирателей, иностранных дел, торговли, молодёжи и социальных служб. Бёртон также ранее занимала должность сотрудника по развитию в Министерстве по делам Калинаго.
Бёртон была выдвинута правительством ДЛП во главе с Рузвельтом Скерритом на пост преемника уходящего президента Чарльза Саварина. Её кандидатура была отклонена лидером оппозиции Джесмой Пол Виктор, что привело к выборам в парламент против кандидата оппозиции.

## Личная жизнь
Бёртон замужем, у неё двое детей. В августе 2023 года ей было 58 лет, родилась в 1956 году. Имеет степень магистра в области управления проектами, полученную в Манчестерском университете, Англия, и степень бакалавра в области развития сельских районов, полученную в Университете Святого Франциска Ксаверия, Канада.